# Buffonellaria frigida
Buffonellaria frigida är en mossdjursart som först beskrevs av Campbell Easter Waters 1904.  Buffonellaria frigida ingår i släktet Buffonellaria och familjen Celleporidae. Inga underarter finns listade i Catalogue of Life.